# Мріючи про Аргентину (фільм)
«Мріючи про Аргентину» (англ. Imagining Argentina) - американський фільм режисера Крістофера Гемптона.

## Зміст
Історія мужності і хоробрості режисера дитячого театру. Історія про те, на що здатна піти людина, що втратила кохану жінку. 1976, Буенос-Айрес. Сесілія, любляча дружина і мати, потрапляє в секретну в'язницю за свою невдячну роботу: вона відданий своїй роботі журналіст і намагається розслідувати справу державного масштабу. Тепер Карлос повинен у будь-що врятувати її, поки не занадто пізно.

## Ролі
| Актор                | Роль           |
| -------------------- | -------------- |
| Антоніо Бандерас     | Карлос Руеда   |
| Емма Томпсон         | Сесілія Руеда  |
| Летісія Долера       | Тереза Руеда   |
| Марія Кенелс-Баррера | Есме Паломарес |
| Рубен Блейдс         | Сільвіо Айала  |

## Знімальна група
- Режисер — Крістофер Гемптон
- Сценарист — Дайан Сіллан, Джеффрі С. Лендс, Майкл Пейсер
- Продюсер — Дайан Сіллан, Джеффрі С. Лендс, Майкл Пейсер